# Festival de Belgique de Scrabble francophone
Le festival international de Scrabble de Belgique est une des épreuves majeures de Scrabble francophone.
Il est disputé traditionnellement lors ou autour du weekend de Pâques.
L’épreuve majeure est la coupe de Bruxelles, elle inclut le championnat de Belgique de scrabble francophone.

## Palmarès de la coupe de Bruxelles
| Année | Vainqueur                                                      | 2e                                                             | 3e                                                             | 4e                                                             | 5e                                                             | 6e                                                             | Joueurs                                                        |
| ----- | -------------------------------------------------------------- | -------------------------------------------------------------- | -------------------------------------------------------------- | -------------------------------------------------------------- | -------------------------------------------------------------- | -------------------------------------------------------------- | -------------------------------------------------------------- |
| 1992  | Jean-François Lachaud                                          |                                                                |                                                                |                                                                |                                                                |                                                                |                                                                |
| 1993  | Jean-François Lachaud                                          |                                                                |                                                                |                                                                |                                                                |                                                                |                                                                |
| 1994  | Non disputé (proximite de date avec les championnats du monde) | Non disputé (proximite de date avec les championnats du monde) | Non disputé (proximite de date avec les championnats du monde) | Non disputé (proximite de date avec les championnats du monde) | Non disputé (proximite de date avec les championnats du monde) | Non disputé (proximite de date avec les championnats du monde) | Non disputé (proximite de date avec les championnats du monde) |
| 1995  | Christian Pierre                                               |                                                                |                                                                |                                                                |                                                                |                                                                |                                                                |
| 1996  | Christian Pierre                                               |                                                                |                                                                |                                                                |                                                                |                                                                |                                                                |
| 1997  | Emmanuel Rivalan                                               |                                                                |                                                                |                                                                |                                                                |                                                                |                                                                |
| 1998  | Christian Pierre                                               |                                                                |                                                                |                                                                |                                                                |                                                                |                                                                |
| 1999  | Christian Pierre                                               |                                                                |                                                                |                                                                |                                                                |                                                                |                                                                |
| 2000  | Florian Levy                                                   |                                                                |                                                                |                                                                |                                                                |                                                                |                                                                |
| 2001  | Florian Levy                                                   |                                                                |                                                                |                                                                |                                                                |                                                                |                                                                |
| 2002  | Christian Pierre                                               |                                                                |                                                                |                                                                |                                                                |                                                                |                                                                |
| 2003  | Non disputé (proximite de date avec les championnats du monde) | Non disputé (proximite de date avec les championnats du monde) | Non disputé (proximite de date avec les championnats du monde) | Non disputé (proximite de date avec les championnats du monde) | Non disputé (proximite de date avec les championnats du monde) | Non disputé (proximite de date avec les championnats du monde) | Non disputé (proximite de date avec les championnats du monde) |
| 2004  | Antonin Michel                                                 |                                                                |                                                                |                                                                |                                                                |                                                                |                                                                |
| 2005  | Florian Levy                                                   |                                                                |                                                                |                                                                |                                                                |                                                                |                                                                |
| 2006  | Non disputé (proximite de date avec les championnats du monde) | Non disputé (proximite de date avec les championnats du monde) | Non disputé (proximite de date avec les championnats du monde) | Non disputé (proximite de date avec les championnats du monde) | Non disputé (proximite de date avec les championnats du monde) | Non disputé (proximite de date avec les championnats du monde) | Non disputé (proximite de date avec les championnats du monde) |
| 2007  | Christian Pierre                                               |                                                                |                                                                |                                                                |                                                                |                                                                |                                                                |
| 2008  | Florian Levy                                                   |                                                                |                                                                |                                                                |                                                                |                                                                |                                                                |
| 2009  | Antonin Michel                                                 |                                                                |                                                                |                                                                |                                                                |                                                                |                                                                |
| 2010  | Jean-Luc Dives                                                 |                                                                |                                                                |                                                                |                                                                |                                                                |                                                                |
| 2011  | Antonin Michel                                                 |                                                                |                                                                |                                                                |                                                                |                                                                |                                                                |
| 2012  | Christian Pierre                                               |                                                                |                                                                |                                                                |                                                                |                                                                |                                                                |
| 2013  | Guy Delore                                                     |                                                                |                                                                |                                                                |                                                                |                                                                |                                                                |
| 2014  | Jean-François Lachaud                                          | Thierry Chincholle                                             | Etienne Budry                                                  | Guy Delore                                                     | Louis Eggermont                                                | Eric Leroy                                                     |                                                                |
| 2015  | Zouheir Aloulou                                                | Louis Eggermont                                                | Etienne Budry                                                  | Fabien Leroy                                                   | Eric Leroy                                                     | Laurent Dumoulin                                               |                                                                |
| 2016  | Louis Eggermont                                                | Christian Pierre                                               | Marc Bruyere                                                   | Fabien Leroy                                                   | Eric Leroy                                                     | Jean-Luc Dives                                                 |                                                                |
| 2017  | Christian Pierre                                               | Phillipe Ruche                                                 | Eric Vennin                                                    | Louis Eggermont                                                | Bernard Selke                                                  | Simon Valentin                                                 |                                                                |
| 2018  | Antonin Michel                                                 | Jean-François Lachaud                                          | Marc Bruyere                                                   | Louis Eggermont                                                | Phillipe Ruche                                                 | Christian Pierre                                               |                                                                |
| 2019  | Romain Santi                                                   | Paul Freiteur                                                  | Louis Eggermont                                                | Luc Thomas                                                     | David Van Belle                                                | Remy Poulat                                                    |                                                                |
| 2020  |                                                                |                                                                |                                                                |                                                                |                                                                |                                                                |                                                                |
| 2021  |                                                                |                                                                |                                                                |                                                                |                                                                |                                                                |                                                                |
| 2022  | Fabien Leroy                                                   | Louis Eggermont                                                | Antonin Michel                                                 | Phillipe Ruche                                                 | Daniel Castelet                                                | Luc Thomas                                                     |                                                                |